# Ourapteryx magnifica
Ourapteryx magnifica är en fjärilsart som beskrevs av Inoue 1985. Ourapteryx magnifica ingår i släktet Ourapteryx och familjen mätare. Inga underarter finns listade i Catalogue of Life.